# Cephaleta australiensis
Cephaleta australiensis är en stekelart som först beskrevs av Howard 1896.  Cephaleta australiensis ingår i släktet Cephaleta och familjen puppglanssteklar. Inga underarter finns listade.